# Matthias Trattnig
Matthias Trattnig (* 22. April 1979 in Graz) ist ein ehemaliger österreichischer Eishockeyspieler, der unter anderem 14 Jahre beim EC Red Bull Salzburg in der Erste Bank Eishockey Liga spielte.

## Karriere
Trattnig, der zunächst als Rechtsaußen spielte und erst 2009 zum Verteidiger umgeschult wurde, besuchte das Akademische Gymnasium in Graz. Seine Eishockey-Karriere begann er beim EC Graz, bevor er ins Ausland wechselte. Trattnig spielte unter anderem vier Jahre für die University of Maine in der National Collegiate Athletic Association, die er mit seiner Mannschaft 1999 gewinnen konnte, danach zwei Jahre für Djurgårdens IF in der Elitserien sowie jeweils ein Jahr für die Kassel Huskies in der Deutschen Eishockey Liga und in der American Hockey League für die Syracuse Crunch.
2005 kehrte er nach Österreich zurück und spielt seitdem für den EC Red Bull Salzburg, mit dem er 2007, 2008, 2010, 2011, 2014, 2015, 2016 und 2018 Österreichischer Meister wurde. Dabei reichte 2014 bereits die Teilnahme am Playoff-Finale, da der siegreiche Endspielgegner HC Bozen als italienische Mannschaft zwar den Liga-, aber nicht den Landesmeistertitel gewinnen konnte. 2006, 2007 und 2008 nahm Trattnig am KELLY’S All-Star-Game der  ÖEHL teil. 2010 gewann er mit den Salzburgern den Continental Cup, als dessen Top-Scorer er ausgezeichnet wurde. Von 2011 bis 2019 war er Kapitän der Roten Bullen.
Am 12. April 2019 bestritt er sein 786. und letztes Spiel in der Erste Bank Eishockey Liga.

### International

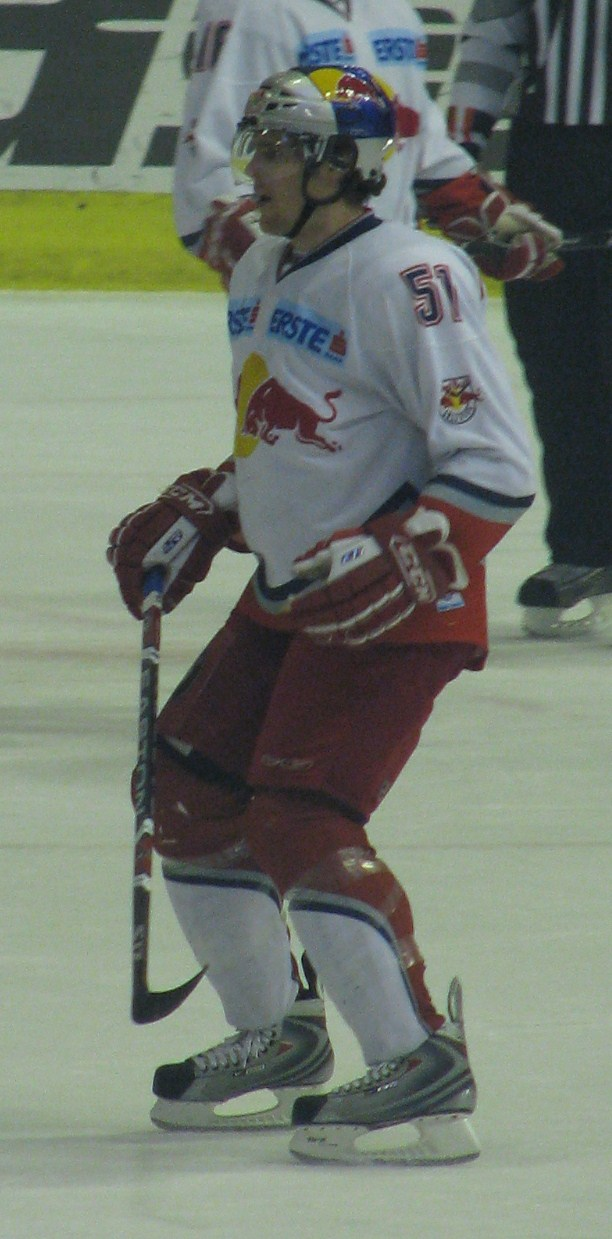
Matthias Trattnig (2009)

Im Juniorenbereich spielte Trattnig für Österreich lediglich bei der U18-C-Europameisterschaft 1996. Sein Debüt in der Herren-Nationalmannschaft gab er am 16. April 1999 beim 3:1-Erfolg gegen die Ukraine in Kiew. Anschließend spielte er für Österreich bei den Weltmeisterschaften der Top-Division 1999, 2000, 2001, 2002, 2003, 2004, 2005, 2007, 2009, als die Alpenländler nur deswegen wieder absteigen mussten, weil die deutsche Mannschaft, gegen die 1:0 gewonnen wurde, als Gastgeber der nächsten Weltmeisterschaft ein automatisches Teilnahmerecht hatte und damit die Österreicher trotz besserer Platzierung aus der Top-Division verdrängte, und 2011. 2006, 2008, 2010, als er als bester Verteidiger des Turniers ausgezeichnet wurde und mit neun Punkten auch der beste Scorer unter den Verteidigern war, und 2012, als er nicht nur erneut zum besten Verteidiger gekürt wurde, sondern auch in das All-Star-Team des Turniers berufen wurde, nahm er an den Weltmeisterschaften der Division I teil. Zudem vertrat er seine Farben bei den Qualifikationsturnieren für die Olympischen Winterspiele 2002 und 2006, 2010 und 2014 sowie bei den Winterspielen 2002 in Salt Lake City und 2014 in Sotschi selbst.

## Erfolge und Auszeichnungen
| - 1999 NCAA-Division-I-Championship mit der University of Maine - 2000 Lamoriello-Trophy-Gewinn mit der University of Maine - 2007 Österreichischer Meister mit dem EC Red Bull Salzburg - 2007 Beste Plus/Minus-Bilanz der ÖEHL - 2008 Österreichischer Meister mit dem EC Red Bull Salzburg - 2009 Österreichischer Vizemeister mit dem EC Red Bull Salzburg - 2010 IIHF-Continental-Cup-Gewinn mit dem EC Red Bull Salzburg - 2010 Topscorer des IIHF Continental Cups | - 2010 Österreichischer Meister mit dem EC Red Bull Salzburg - 2011 Österreichischer Meister mit dem EC Red Bull Salzburg - 2011 European-Trophy-Gewinn mit dem EC Red Bull Salzburg - 2014 Österreichischer Meister mit dem EC Red Bull Salzburg - 2015 Österreichischer Meister mit dem EC Red Bull Salzburg - 2016 Österreichischer Meister mit dem EC Red Bull Salzburg - 2018 Österreichischer Meister mit dem EC Red Bull Salzburg |

### International
| - 2006 Aufstieg in die Top-Division bei der Weltmeisterschaft der Division I, Gruppe B - 2008 Aufstieg in die Top-Division bei der Weltmeisterschaft der Division I, Gruppe A - 2010 Aufstieg in die Top-Division bei der Weltmeisterschaft der Division I, Gruppe A - 2010 Bester Verteidiger der Weltmeisterschaft der Division I, Gruppe A | - 2012 Aufstieg in die Top-Division bei der Weltmeisterschaft der Division I, Gruppe A - 2012 Bester Verteidiger der Weltmeisterschaft der Division I, Gruppe A - 2012 All-Star-Team der Weltmeisterschaft der Division I, Gruppe A |

## Karrierestatistik
(Legende zur Spielerstatistik: Sp oder GP = absolvierte Spiele; T oder G = erzielte Tore; V oder A = erzielte Assists; Pkt oder Pts = erzielte Scorerpunkte; SM oder PIM = erhaltene Strafminuten; +/− = Plus/Minus-Bilanz; PP = erzielte Überzahltore; SH = erzielte Unterzahltore; GW = erzielte Siegtore; 1 Play-downs/Relegation; Kursiv: Statistik nicht vollständig)